# Энн Вейинг
Энн Ве́йинг (англ. Anne Weying) — персонаж комиксов издательства Marvel Comics. Впервые появилась в комиксе о Человеке-пауке (The Amazing Spider-Man #375) в августе 1993 года. Является первым персонажем, который стал Же́нщиной-Ве́номом (англ. She-Venom) до Патриции Робертсон. Энн Вейинг была создана писателем Дэвидом Микелайни и художником Марком Багли.
Женщина-Веном впервые эпизодически появилась в комиксе Venom: Sinner Takes All #2 (сентябрь 1995). Её первое полноценное появление состоялось в комиксе Venom: Sinner Takes All #3 (октябрь 1995), созданном писателем Ларри Хамом и художником Грегом Лузняком.
Мишель Уильямс исполняет роль Энн Вейинг в фильмах «Веном» (2018) и «Веном 2» (2021), которые входят в медиафраншизу «Вселенная Человека-паука от Sony».

## Вымышленная биография
В первом появлении Энн Вейинг была брюнеткой и ходила в очках. В более поздних выпусках она теряет очки и становится блондинкой. Энн Вейинг — бывшая жена Эдди Брока и успешный адвокат. Вейинг помогла Человеку-пауку, рассказав ему некоторые истории об Эдди. Позже она последовала за Человеком-пауком в парк аттракционов, где Веном нашёл поддельных родителей Питера Паркера. Она столкнулась со своим безумным бывшим мужем и сумела убедить Эдди отказаться от его симбиота. Позже в комиксе Sin-Eater она стала Женщиной-Веномом, когда симбиот временно слился с ней, чтобы спасти её жизнь.
Затем Женщина-Веном стала набрасываться на хулиганов, которые причиняли ей боль таким насилием, что Эдди стал бояться за неё (и себя самого тоже) и заставил симбиота вернуться к нему. Энн была ошарашена, увидев кучу трупов, которых она оставила. Она утверждала, что симбиот заставил её убить их, но Эдди сказал ей, что симбиот не заставит своего хозяина делать то, чего он сам не хочет. Позже полиция арестовала Энн по ложному обвинению (не связанным с яростью Энн выше) чтобы захватить Венома. В тюрьме Энн звонит Эдди, чтобы заставить его пообещать не приходить. Брок сдержал своё обещание, что не придёт, чтобы спасти её, и вместо этого отправил симбиота через телефонные линии к Энн. После того, как Энн снова слилась с симбиотом, она смогла вырваться из тюрьмы и сбежать в парк аттракционов, где она и Человек-паук столкнулись с Веномом, только чтобы перехватить рейд на банду торговцев наркотиками. Во время боя Эдди был сильно ранен огнемётом, что побудило Энн освободить симбиота, чтобы он исцелил его.
Энн Вейинг совершила самоубийство после того, как заметила Человека-паука в старом чёрном костюме в то время, когда обычный красно-синий костюм был украден. Энн, всё ещё оправляясь от опыта общения с симбиотом, несколько месяцев назад была неспособной справиться с возвращением Эдди Брока в её жизнь. Вместе с превращением Брока в Венома прямо перед ней, когда он убежал убивать Человека-паука, Энн выбросилась из окна своей квартиры. Её официальная смерть была подтверждена, когда в комиксе показали её могилу.

## Альтернативные версии

### Marvel 1602
Во время событий сюжета комикса «Секретной войны», происходящих в Англии короля Джеймса (которая основана на «реальности Земли 1602»), Энн Вейинг была «деревенской красавицей», которой промывают мозги подмастерье принца по имени Эдвин Брокс, чтобы полюбить его симбиота, предоставленным Чаровницей. Энн освобождается после того, как Брокс был убит Анжелой.

## Вне комиксов

### Мультсериалы
- В мультсериале «Человек-паук» (1994) Энн Вейинг появляется в третьем сезоне в сериях: «Возвращение Венома» и «Карнаж».

### Кино

#### Новый Человек-паук: Высокое напряжение
К фильму «Новый Человек-паук: Высокое напряжение» (2014) на вирусном сайте Daily Bugle появляется статья, в которых упоминается Энн Вейинг, которая пытается защитить Курта Коннорса. Энн не смогла повлиять на присяжных, и Коннорс был заключён в особо охраняемую тюрьму.

#### Вселенная Человека-паука от Sony
- Энн Вейинг появляется в фильме «Веном» (2018) в исполнении Мишель Уильямс[11]. Под конец фильма симбиот на время сливается с ней, превращаясь в Женщину-Венома, чтобы спасти Эдди Брока.
- Мишель Уильямс вернулась к роли Энн Вейинг в фильме «Веном 2» (2021)[12]. В ходе сюжета она снова на короткое время становится носителем Венома.

### Видеоигры
Энн Вейинг в обличии Женщины-Венома появляется в качестве играбельного персонажа в Spider-Man Unlimited.

### Романы
Энн Вейинг появляется вместе с Робби Робертсон в романе 1998 года «Человек-паук: Гнев Венома». В данном романе Энн и Робби были похищены террористами.